# Wydundra lennard
Wydundra lennard är en spindelart som beskrevs av Norman I. Platnick och Baehr 2006. Wydundra lennard ingår i släktet Wydundra och familjen Prodidomidae.
Artens utbredningsområde är Western Australia. Inga underarter finns listade i Catalogue of Life.